# Flughafen Braunschweig-Wolfsburg

i7
i11
i13

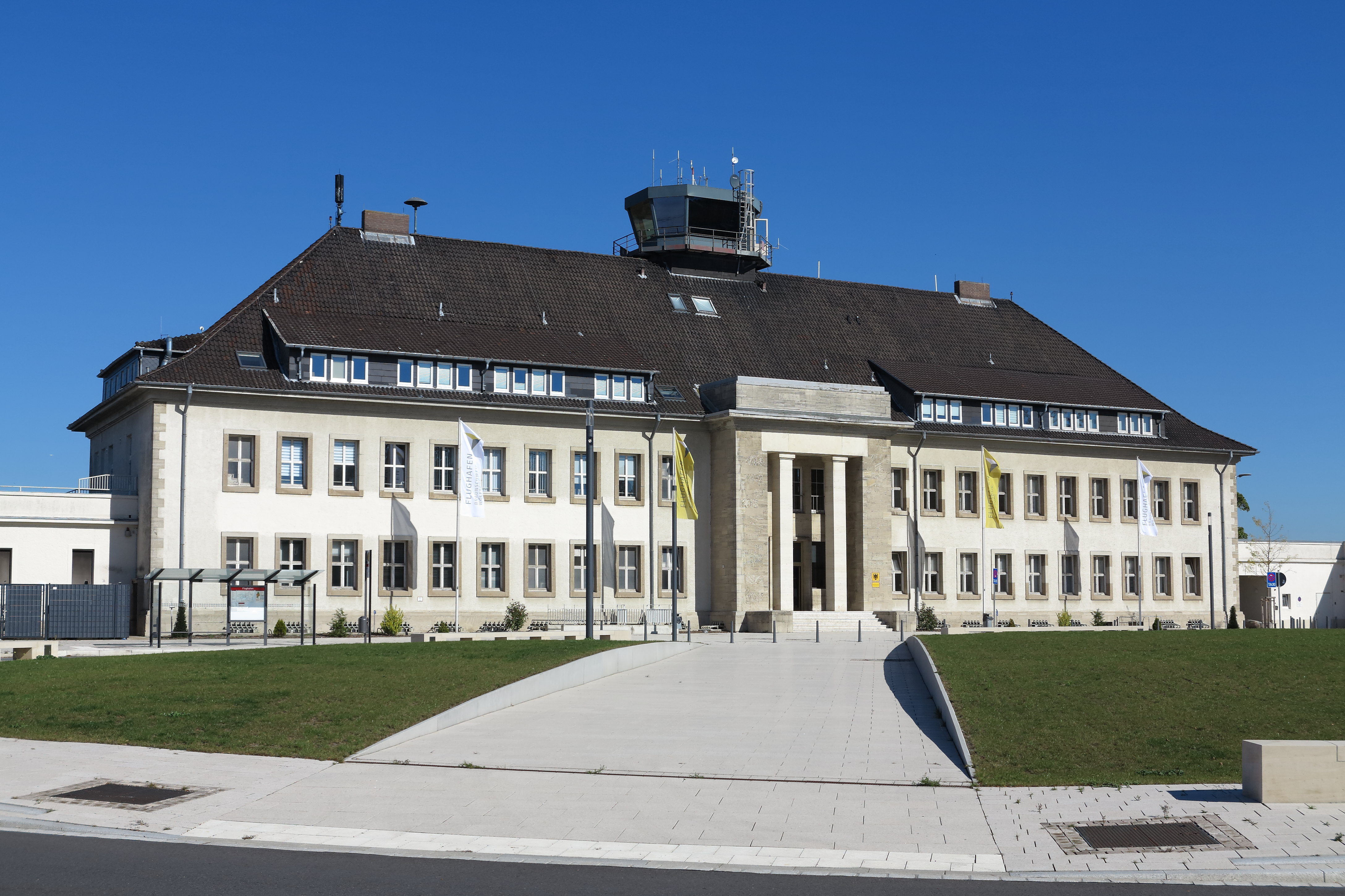
Hauptgebäude des Flughafens Braunschweig-Wolfsburg

Der Flughafen Braunschweig-Wolfsburg (IATA-Code: BWE, ICAO-Code: EDVE) ist einer von drei Verkehrsflughäfen des Landes Niedersachsen. Er liegt im Norden der Stadt Braunschweig, 8 Kilometer von der Innenstadt entfernt, an der A 2 Hannover-Berlin. Als regionaler Verkehrsflughafen ist der Flughafen der Luftfahrt-Zugang zur Region Braunschweig-Wolfsburg. Seine Eigenbezeichnung lautet „Forschungsflughafen Braunschweig“. Er befindet sich mitten in einem der wichtigsten Zentren für Mobilitätsforschung in Europa. Weltweit agierende Forschungseinrichtungen und hochtechnologische Unternehmen sind dort niedergelassen.

## Geschichte
Der südlich des Stadtteils Waggum im Norden von Braunschweig gelegene Flughafen wurde 1934/35 in der Zeit des Nationalsozialismus gebaut, weil der bis dahin auch für Verkehrszwecke genutzte, im Westen der Stadt liegende Flugplatz Broitzem nun von der Luftwaffe ausschließlich für eigene Zwecke beansprucht wurde. Der neue Flughafen war ursprünglich allerdings nur halb so groß, was die Blickrichtung des heute noch bestehenden ersten Empfangsgebäudes und der zugehörigen Halle nach Nordwesten erklärt. Bereits 1937 wurde er nach Osten erweitert. Das auch heute noch benutzte Empfangsgebäude entstand erst 1939. Am 18. Mai 1936 landete, nach der Abnahme des Platzes durch das Luftamt Hannover, das erste Flugzeug. Es war eine Heinkel He 70 der Deutschen Lufthansa, die damit Braunschweig in ihr Streckennetz aufnahm. Es gab Direktverbindungen nach Berlin, Halle und Hannover. Technisch interessant war auch die Kraftstoffversorgung des Flughafens. Vom Kanalhafen Thune aus führten unterirdische Rohrleitungen zum Großtanklager Ehmen, das sich in einem aufgelassenen Salzstock in Ehmen befand. Von dort aus brachte eine Leitung den Kraftstoff direkt zum Flughafen, der damit zunächst auf eigene Lagerstätten verzichten konnte.
Im Jahr 1935 entstand am Südostrand des Platzes auf dem heutigen Gelände des DLR das Institut für Luftmesstechnik und Flugmeteorologie. Es folgten Gebäude für drei weitere Institute, die das Luftfahrtlehrzentrum der Technischen Hochschule Braunschweig bildeten. Zur etwa gleichen Zeit entstand in Braunschweig-Völkenrode die Deutsche Forschungsanstalt für Luftfahrt.
Bis 1939 war der Flughafen, dessen Graslandefläche von 1000 m × 1600 m die Landung von Flugzeugen bis 14 t erlaubte, Schauplatz vieler großer Luftsportveranstaltungen.
Im Jahr 1939 wurde auf dem Flugplatz ein Fliegerhorst der Luftwaffe eingerichtet, womit die militärische Nutzung des Areals begann und auch gewisse Erweiterungen vorgenommen wurden. Es entstanden Splitterschutzboxen, ein Einschießstand für Bordwaffen, Hallen und Werkstätten. Im Januar 1940 wurde die Segelflugschule der Luftwaffe, ausgerüstet mit Junkers Ju 52 sowie Lastenseglern des Typs DFS 230, hier eingerichtet. Jedoch wurde die Schule schon im September desselben Jahres nach Neuhausen in Ostpreußen verlegt. Nachfolger der Segelflugschule wurde bis 1942 die III. Gruppe des Luftlandegeschwaders 1, die ebenfalls mit Ju 52 ausgerüstet waren. In der folgenden Zeit befanden sich verschiedene Einsatzverbände und auch Flugzeugführerschulen auf dem Flugplatz. Der Flugplatz blieb, trotz Bombardierungen, bis zum Kriegsende aktiv. Am 12. April 1945 besetzten Einheiten der US-Armee Braunschweig und den Flugplatz, womit die militärische Nutzung ihr Ende fand.

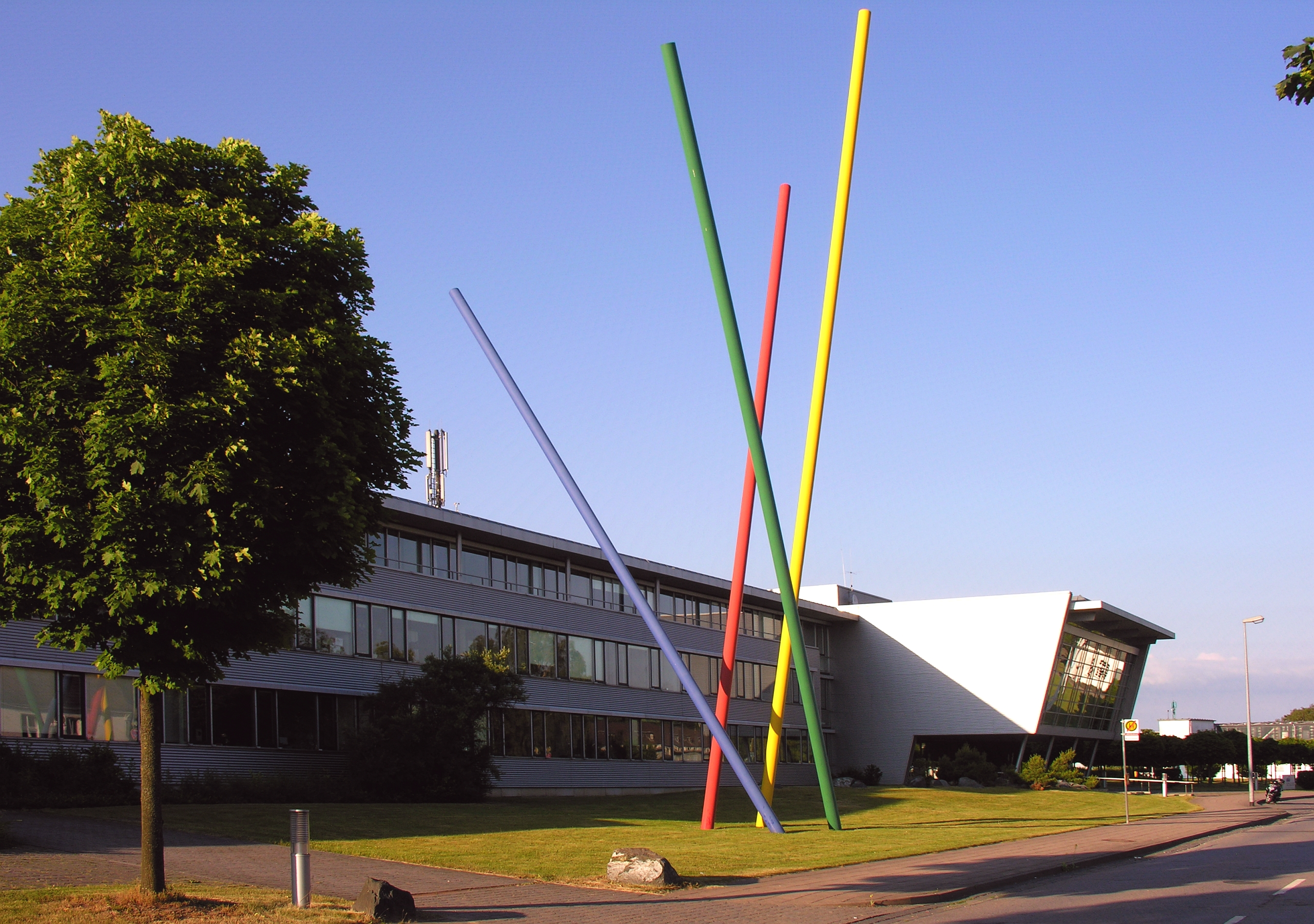
Luftfahrt-Bundesamt mit Sitz am Flughafen Braunschweig-Wolfsburg (2010)

Nach dem Krieg konnte der Flugbetrieb unter dem alten und neuen Flughafendirektor Wilhelm Sondermann, einem Flieger des Ersten Weltkriegs, erst 1955 wieder aufgenommen werden. Zur selben Zeit, am 1. Februar, begann auch die Arbeit beim Luftfahrt-Bundesamt (LBA), zu dessen Sitz der damalige Bundesverkehrsminister, Hans-Christoph Seebohm, Braunschweig und den Flughafen Waggum bestimmt hatte. Die asphaltierte Start- und Landebahn wurde allerdings erst 1967 gebaut, wodurch auch schwerere Flugzeuge Braunschweig anfliegen konnten. Hiervon konnten hauptsächlich die DLR, das LBA und VW profitieren.
Die Fluggesellschaft Naske Air (HC) operierte seit 1976 von Braunschweig aus mit einigen Fracht- und Passagierflügen. Vom Flughafen Braunschweig wurden auch einige Charterflüge durchgeführt. Die private Fluggesellschaft stellte ihren Betrieb allerdings ein, nachdem der Unternehmensgründer bei einem Flugzeugabsturz mit einer Falcon 20C am 5. August 2001 im Süden Grönlands ums Leben kam.

## Gesellschafter
Gesellschafter der Betreibergesellschaft Flughafen Braunschweig-Wolfsburg GmbH sind die Stadt Braunschweig (42,6 %), die Stadt Wolfsburg (17,8 %) und die Landkreise Gifhorn und Helmstedt mit je 2 %. Die Volkswagen AG hat ihre Gesellschaftsanteile im Jahr 2010 an die Flughafengesellschaft abgetreten. Die Gesellschafter zahlen jährlich Betriebskostenzuschüsse in Höhe von 0,4 Mio. Euro.

## Lage und Verkehrsanbindung
Der Flughafen im Stadtteil Waggum ist mit der Innenstadt Braunschweigs sowie dem Hauptbahnhof durch die Buslinien 413 und 436 verbunden. Der Flughafen liegt direkt an der A 2 und hat auch eine direkte Anschlussstelle. Außerdem befindet sich vor dem Flughafen Terminal ein Taxistand.
Am 2. August 2018 wurde das neu errichtete Parkhaus mit 650 Stellplätzen gegenüber dem Flughafen eröffnet.

## Flughafenanlage

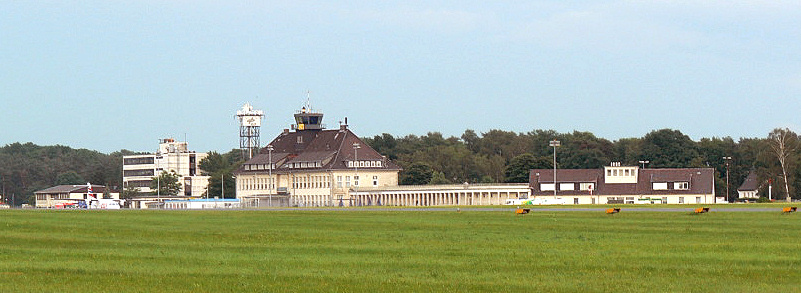
Flugfeld und Anlagen von Norden, August 2007

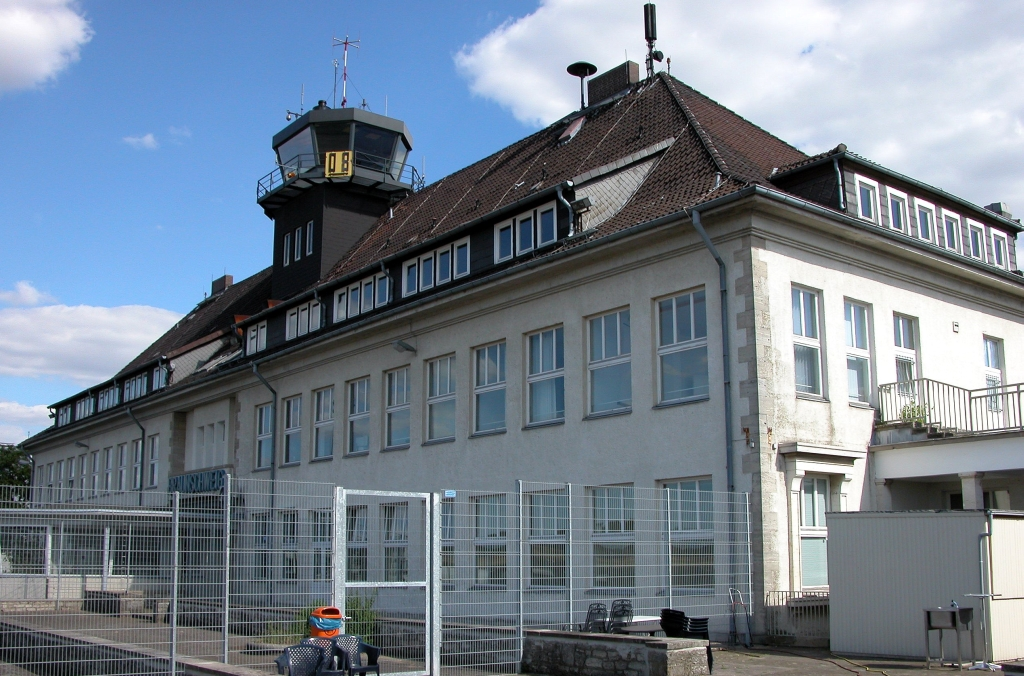
Hauptgebäude von der Startbahn (im Norden) aus gesehen (2006)

### Start- und Landebahnen
Die asphaltierte Bahn hat eine Länge von 2300 m und eine Breite von 45 m. Im Norden befindet sich außerdem ein Segelflugstreifen mit 950 m Länge und 150 m Breite. Die Landebahn 26 ist mit einem CAT I-Instrumentenlandesystem ausgestattet.

## Ansässige Organisationen
Das Deutsche Zentrum für Luft- und Raumfahrt in Köln testet am Flughafen Braunschweig-Wolfsburg den Einsatz des Galileo-Navigationssystems in der Luftfahrt. Des Weiteren wird u. a. von einem Netzwerk bestehend aus universitären und privatwirtschaftlichen Akteuren am bürgernahen Flugzeug geforscht. Dazu gehören 40 klein- und mittelständische Unternehmen aus den Bereichen Luft- und Raumfahrt und der Verkehrstechnik. Unter ihnen einige Weltmarktführer, wie beispielsweise die Aerodata AG im Bereich der Flight-Inspection-Systeme, die Simtec simulation technology GmbH im Bereich der Systemanbieter für die realistische Simulation von komplexen Bewegungsvorgängen sowohl in Luft- und Raumfahrt als auch im Fahrzeugverkehr und in der Entertainmentindustrie oder Volkswagen Airservice. Die Bundesstelle für Flugunfalluntersuchung, welche die nationale Untersuchungsstelle für Störungen der zivilen Luftfahrt in Deutschland ist, ist am Flughafen Braunschweig-Wolfsburg angesiedelt.

## Flughafenausbau

### Planung
Ein konkreter Anlass für die Verlängerung der Start- und Landebahn war der Einsatz des neuen größeren Forschungsflugzeugs (Airbus A320) des DLR.
Die Forderung nach einem Ausbau wurde darüber hinaus auch von der Volkswagen AG unterstützt, weil die Flugzeuge der Konzerntochter Volkswagen Airservice als Folge der zu geringen Bahnlänge gelegentlich auf den 60 km entfernten Flughafen Hannover ausweichen mussten. Allerdings stießen die Ausbauforderungen auf den Widerstand einiger Bewohner der anliegenden und vom Lärm betroffenen Stadtteile Bienrode, Dibbesdorf, Waggum, Bevenrode und Hondelage sowie des BUND und des NABU.
Das Planfeststellungsverfahren, in dem Naturschutz- und Anwohnerbelange erörtert wurden, wurde dennoch am 15. Januar 2007 durch die Niedersächsische Landesbehörde für Straßenbau und Verkehr mit Erlass des Planfeststellungsbeschlusses (Baugenehmigung) abgeschlossen.
Gegen den Planfeststellungsbeschluss zum Ausbau des Flughafens Braunschweig-Wolfsburg erhoben Flughafengegner noch im Januar 2007 Klage beim Oberverwaltungsgericht Lüneburg. Es wurden zwei Klagen vom NABU-Braunschweig sowie von zwei Initiativen eingereicht. Durch eine Klage sollte eine aufschiebende Wirkung erreicht werden, damit mit dem – durch Erlass des Planfeststellungsbeschlusses theoretisch möglichen – Bau nicht begonnen werden konnte, bevor die eigentliche Klage entschieden war. Deshalb richtete das Oberverwaltungsgericht die Bitte an die Niedersächsische Landesbehörde für Straßenbau und Verkehr als Bauträger, vorerst nicht mit den Arbeiten zu beginnen.

### Ausbauarbeiten

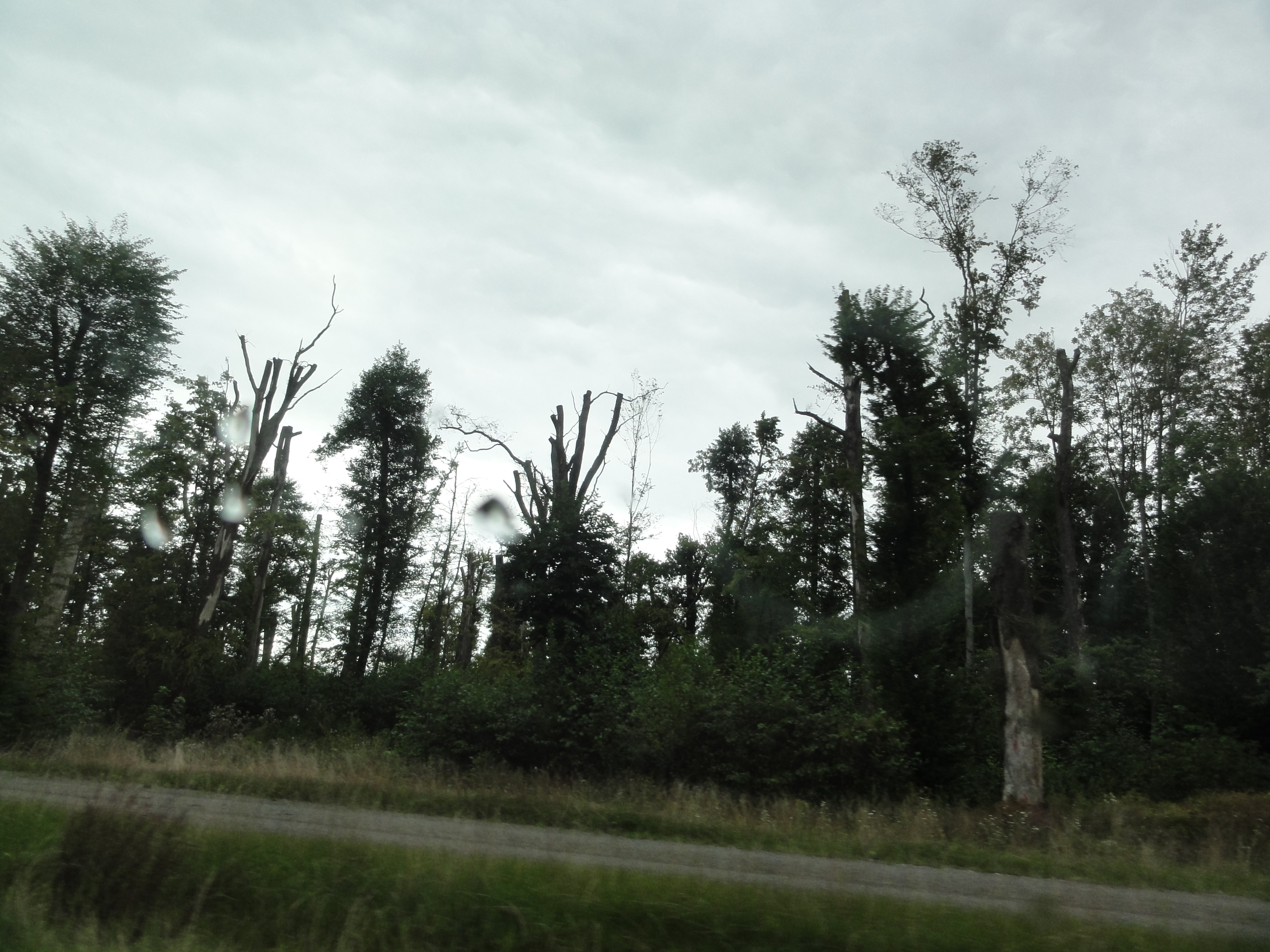
Zum Teil abgesägte Bäume infolge der Verlängerung der Start- und Landebahn

Im Mai 2009 machte das Oberverwaltungsgericht Lüneburg den Weg für den Ausbau des Flughafens frei. Unter anderem konnte somit die Start- und Landebahn auf 2300 m verlängert werden. Allerdings standen bis Ende 2009 die Entscheidung über den Bau der östlichen Straßenverlegung der L293 und die damit verbundenen Waldrodungen noch aus. Insgesamt waren Investitionen in Höhe von rund 38 Millionen Euro geplant, von denen 40 % von der EU übernommen werden sollten.
Die Landebahn sollte bis Mitte 2011 auf 2300 m (es gab auch eine Planung auf 2600 m) verlängert werden, um Starts und Landungen mittelgroßer Flugzeuge bei allen Abfluggewichten zu ermöglichen. Hierfür mussten 60.000 Bäume des EU-Vogelschutzgebietes gefällt werden.
Im Januar 2010 wurde mit den Baumfällungen begonnen, die der Flughafenausbau erforderte. Davon waren 33 Hektar Fläche betroffen. Zusätzlich waren weitere 28 Hektar Hochwald zum Roden vorgesehen. Die maschinellen Rodungen, die überwiegend die von jüngerem Stangenwald bewachsenen Flächen betrafen, wurden im Februar 2010 abgeschlossen. Von März bis Juni 2010 wurden auf den Rodungsflächen die Baumstümpfe entfernt. Die Baumfällungen erfolgten planmäßig trotz des anhaltenden friedlichen Widerstands der Ausbaugegner durch tägliche Protestmärsche (bis Mitte März 2010 etwa 75), die von kleineren Polizeieinsätzen begleitet wurden.
Die lokalen Waldverluste an teilweise 200-jährigen Eichen und Buchen sollen mit Ersatzaufforstungen rund um Braunschweig ausgeglichen werden. Dazu sind rund 160 Hektar auf etwa 200 Kleinstteilflächen vorgesehen. Am 27. Juli 2010 wurde der erste Schritt des Projekts „Flughafenausbau“ abgeschlossen. Hierbei wurde das bestehende Flughafengelände einschließlich des Vorfeldes vergrößert. Die Rollwege und die Start-Landebahn wurden entsprechend den Vorgaben verbreitert. Der Flughafenbetrieb wurde hierzu vom 2. bis 27. Juli 2010 komplett eingestellt.
Beim weiteren Flughafenausbau kam es zu einer Bauverzögerung, da der Verdacht bestand, dass möglicherweise gegen Auflagen des Planfeststellungsbeschlusses verstoßen wurde und somit für die neue Straßen- und Verkehrsführung als südöstliche Umgehung des um die Rodungsflächen erweiterten Flughafengeländes noch kein Baurecht besteht. Vorerst wurde die gekappte Straßenverbindung von Grassel nach Braunschweig als Sackgasse ausgewiesen.

### Freigabe des Flugbetriebs
Bis zum Sommer 2011 konnten die restlichen Arbeiten und damit der Ausbau abgeschlossen werden: Am 29. August 2011 wurde die verlängerte Start-/Landebahn übergeben, welche allerdings von behördlicher Seite für den Flugverkehr noch nicht freigegeben wurde. Offiziell erfolgte die Freigabe zum 18. Oktober 2012. Bis zum 15. November 2012 wurde die Start-/Landebahn lediglich 28-mal (23-mal für VW, 4-mal für Forschungsflüge des DLR sowie einem weiteren Unternehmen) im Rahmen so genannter „Außenstarts“ gemäß § 25 LuftVG benutzt, wie eine Anfrage der BIBS-Stadtratsfraktion in Braunschweig ergab. Die Gesamtkosten der Flughafenerweiterung betrugen rund 39 Millionen Euro. Die parallel zur Hauptbahn liegende Graspiste mit 900 Meter Länge und 30 Meter Breite steht seit der Erweiterung des Vorfeldes und der Rollwege aus Sicherheitsgründen nicht mehr zur Verfügung.
Der gezielte Ausbau des Avionik-Clusters sieht auch die Ausweisung weiterer Gewerbegebiete im Umfang von rund 289.000 m² vor. Die Gewerbeflächen sind für Firmen aus den Bereichen der Luft- und Raumfahrt sowie der Verkehrstechnik ausgewiesen. Die Volksbank Braunschweig-Wolfsburg realisiert mit Unterstützung der Forschungsflughafen Braunschweig GmbH am Lilienthalplatz gegenüber vom Empfangsgebäude des Flughafens das zentrale „Besucher- und Dienstleistungszentrum für Luft-, Raumfahrt und Mobilität“. Es soll Dienstleistern, Ingenieurbüros und wissenschaftlichen Einrichtungen aus dem Bereich der Mobilitätsforschung die Möglichkeit geben, im Zentralbereich des Forschungs- und Technologiestandorts tätig zu werden. Zudem wurde angekündigt, dass ein Parkhaus am Flughafen zum „Forschungsparkhaus“ ausgebaut wird, das Unternehmen und Instituten die Möglichkeit geben soll, autonomes Parken zu erforschen. Mitte 2024 wurde mit dem Bau eines neuen Abfertigungsterminals begonnen, das 2025 fertiggestellt werden soll.

## Flugbetrieb
Für die Volkswagen Airservice ist der Flughafen Braunschweig-Wolfsburg Heimatflughafen. Die Gesellschaft führt mit eigenen Flugzeugen geschäftliche Flüge von Braunschweig durch. Außerdem führt Private Wings häufig Flüge nach Ingolstadt, Prag und Stuttgart durch.
Der regionale Reiseanbieter Reisebüro Schmidt lässt seit 2015 Charterflüge zu Zielen im Mittelmeerraum durchführen.
Möglichkeiten zum Segelfliegen und zum Fallschirmspringen stehen ebenfalls zur Verfügung. Außerdem sind hier Forschungsflugzeuge des DLR sowie der TU Braunschweig stationiert.

## Verkehrszahlen
| Jahr | Fluggastaufkommen | Flugbewegungen | Luftfracht (Tonnen) |
| ---- | ----------------- | -------------- | ------------------- |
| 2024 | 63.803            | 26.690         | 37                  |
| 2023 | 63.361            | 27.930         | 1                   |
| 2022 | 43.315            | 27.824         | 1                   |
| 2021 | 29.586            | 22.801         | 0                   |
| 2020 | 51.000            | 22.035         | -                   |
| 2019 | 129.000           | 27.307         | -                   |
| 2018 | 132.000           | 26.858         | -                   |
| 2017 | 161.014           | 27.238         | -                   |
| 2016 | 164.898           | 29.236         | -                   |
| 2015 | 186.827           | 32.724         | -                   |
| 2014 | 192.000           | 34.790         | -                   |
| 2013 | 183.000           | 31.858         | -                   |
| 2012 | 167.000           | 33.536         | -                   |
| 2011 | 138.815           | 31.954         | 26,3                |
| 2010 | 105.622           | 27.212         | 45,9                |
| 2009 | 112.000           | 29.060         | -                   |
| 2008 | 114.000           | 27.354         | -                   |
| 2007 | 108.000           | 26.442         | -                   |
| 2006 | 97.000            | 26.542         | -                   |
| 2005 | 102.000           | 28.590         | -                   |
| 2004 | 103.000           | 28.512         | -                   |
| 2003 | 105.000           | 31.180         | -                   |
| 2002 | 89.000            | 26.868         | -                   |
| 2001 | 89.000            | 30.664         | -                   |
| 2000 | 97.000            | 33.998         | -                   |